# Um Sábado Qualquer
Um Sábado Qualquer é uma webcomic de humor de autoria do designer gráfico Carlos Ruas e que aborda, de forma satírica, temas relacionados a religiões, especialmente à Bíblia.
A temática aborda desde os problemas cotidianos enfrentados por Adão e Eva em seu longo relacionamento, até questões existenciais de Deus, muitas vezes frustrado por suas criações não terem saído exatamente como ele previa. Este chega por muitas vezes a ter que buscar a ajuda de Freud para tratar seus conflitos. 
O título se deve ao fato de que, segundo a Bíblia, Deus teria trabalhado durante 6 dias e descansado no sétimo. Esse sétimo dia teria sido o sábado.
Além dos personagens principais, os habitantes do Éden são muitas vezes visitados por personalidades como Einstein, Nietzsche, Darwin e deuses de outras religiões, como Zeus, Rá e Odin. Com um humor suave, seus quadrinhos conquistam fãs entre ateus e seguidores das mais variadas religiões, os quais se identificam com as diversas situações ilustradas nas tiras.
A série de tirinhas foi finalista do Prêmio Le Blanc por três anos consecutivos, por indicação do público.

## Personagens Principais
Deus – É o Criador de Todo o Universo e personagem principal. Deus aqui é apresentado com características tipicamente humanas. O ciúme, o senso de humor, a preguiça e até mesmo o consumismo em algumas tiras mostram que os humanos realmente foram criados à Sua imagem e semelhança. Frequentemente tem crises existenciais e muitas vezes Se sente um fracasso, pois todas as Suas criações (Dinossauros, humanos, e Korbs) foram grandes fracassos.
Adão – O primeiro homem conjeturado por Deus. Revela-se uma personagem com as características do homem atual e sente que a sua vida é infernizada com os conflitos que um relacionamento de 900 anos com a mesma mulher pode desenvolver. Entre resistir à tentação da linda e exuberante Lilith e lidar com crises de TPM da Eva, adão consegue levar a vida com senso de humor.
Eva – Companheira de Adão e primeira mulher criada por Deus, Eva é o exemplo de mulher politicamente correta. É a que sempre trata as coisas da forma mais racional, tendo assim que tolerar e contornar as besteiras frequentemente feitas ou ditas pelo Adão e até por Deus.
Caim – Filho de Adão e Eva, Caim é o primogênito da segunda geração criada por Deus. Desde o berço já apresenta características tipicamente psicopatas, o que muitas vezes leva Deus a sentir-se fracassado pela Sua criação. Apesar de ser um dos personagens favoritos dos leitores, desde 12 de outubro de 2010 que Ruas não usou o personagem, causando saudade por parte dos leitores até o dia 11 de maio de 2011 quando caim foi o personagem principal, e assim por apenas um dia que Caim não ficou sete meses fora do ar.
Luciraldo (Luci) – O demônio, apresentado com carinha de raposa (cão) e pernas de bode, sai de seu buraco para tentar fazer o papel de malvado da história. No entanto, com sua ingenuidade, Luciraldo raramente consegue ser bem sucedido e acaba sendo a vítima das brincadeiras de Adão, Caim e até mesmo de Deus, mas por várias vezes, Luci é o autor de brincadeiras com estes, mas, principalmente com os habitantes da Terra (muitas vezes, junto com Deus, por diversão, ou por causa de apostas). Luciraldo também é conhecido por ser o Deus Metal e quando se apresenta com sua banda usa roupa de couro e cabelo verde. Muitos leitores sentiram afeição por este personagem e, após vários pedidos dos leitores, ele também virou um boneco de pelúcia (Deus já tinha um). Apesar de todas as diferenças, Luci e Deus sempre se mostram amigos nas tiras.
Lilith – Dona de curvas sedutoras e também saída de um buraco no solo, Lilith chega para seduzir Adão. Sua beleza deixa Adão tão atraído que, já chegou mesmo a abalar seu relacionamento com a Eva, a qual não apresenta os mesmos atributos físicos de sua oponente.
Jesus Cristo – filho de Deus. Revela-Se sempre uma personagem pacífica mas ingénua e apresenta uma afeição por Caim, pois desconhece o lado pscicopata deste. Ao que dá a entender, Deus queria que Jesus fosse um guerreiro mas o Seu filho acabou por Se tornar numa pessoa pacata. Aparenta não gostar muito das histórias relatadas no Antigo Testamento pois sempre que Luciraldo tenta contar um dessas histórias a Caim, sempre o interceta, impedindo Luci de contar as histórias. Embora Deus Se sinta muito envergonhado pelo próprio Filho, parece amá-lo incondicionalmente.

## Buteco dos Deuses
Buteco dos Deuses é o bar onde os Deuses se divertem, conversam dos mais determinados assuntos, e, às vezes acabam brigando. Os personagens do buteco que fazem companhia a Deus são:
Zeus - Deus do mundo grego antigo. Vive tentando roubar seguidores de Deus.
Rá - Deus do mundo egípcio antigo. Tem a cara de pássaro e o corpo humano.
Odin - Deus nórdico. Não se importa com a sua imagem em público. Adora brigar e beber . Criou os humanos da madeira e, assim como Deus e o Deus Maia, acredita que sua fórmula é a melhor.
Deus Maia - Deus dos maias. Criou os seres humanos do milho, e, assim como Odin e Deus acredita que a sua fórmula é a melhor de todas.
Ganesha - Deus hindu. É representando como um elefante cor-de-rosa antropomórfico.
Oxalá - Deus africano. Também é representado nas tiras como pai-de-santo.
Google - Novato no buteco, só aparece em 3 tiras.
Shiva - Deus hindu. Manifesta, geralmente, cenas de depressão profunda por recear tornar-se mitologia e perder os seus crentes. É muitas vezes observado chorando. Trabalha como garçom no buteco.

## Outros personagens
Ornitorrinco - O grande motivo de piadas entre o reino animal, e até entre os deuses. Vive chateado com seu nome, e com suas características.
Freud - Psicanalista de Deus.
Einstein - Grande fã da obra de Deus.
Darwin - Vive discutindo sua teoria evolucionista com Deus, crendo, mesmo diante de Deus (e dos outros deuses) que ele está correto.
Niemeyer - Está sempre melhorando ou corrigindo os projetos de Deus, deixando-os mais bonitos. Muitas vezes desperta em Deus uma pontada de inveja.
Nietzsche - Grande rival de Deus. Nietzsche não liga para mulheres, odeia futebol, cerveja, comunismo, capitalismo e não suporta cristãos. Vive tentando matar os Deuses (principalmente o judaico-cristão).
Batatistas - Seres de outra galáxia que acreditam em uma divindade chamada Grande Batata Branca e no Santo Bacon.
Carlos Ruas - Aparece em várias de suas tiras, geralmente conversando com Deus, ou fazendo brincadeiras com ele.

## Publicações
Os quadrinhos do Um Sábado Qualquer são publicados atualmente no site oficial:http://www.umsabadoqualquer.com e no jornal Integração, de circulação local das cidades de Canela e Gramado (RS).
Em 2011, a Devir Livraria lançou um álbum com 128 páginas e formato quadrado (20,5 x 20,5 cm).
Em 2016, a loja de quadrinhos Liga HQ! estreou como editora ao publicar uma série com três coletâneas de tiras de Um Sábado Qualquer, com 128 páginas e formato de (14 x 21 cm), colorido e com lombada quadrada, tendo como $ 25,00 o preço de capa. Porém, caso fosse adquirido em pré-venda, o preço seria de R$ 20,00 e o quadrinho viria assinado por Carlos Ruas.

## Once Upon a Saturday
Visando atender a pedidos de leitores de fora do Brasil, foi criada uma versão dos quadrinhos traduzida para o inglês, conhecida pelo título de Once Upon a Saturday.